# 물질 안전 보건 자료
물질안전보건자료(Safety data sheet, SDS) 또는 물질안전자료대장(material safety data sheet, MSDS)은 전 세계에서 시판되고 있는 화학 물질의 등록번호, 유해성, 특성 등을 설명한 명세서로 화학 물질을 안전하게 사용하고 이로 인한 재해를 예방하는 것을 목적으로 한다. 현재 대한민국에서는 특정 화학 물질을 사용하는 작업장에서는 해당 물질의 MSDS를 비치해 놓도록 하고 있다.

## MSDS의 내용
MSDS(Materials Safety Data Sheet)에는 다음과 같은 내용이 포함된다.

### 성상
색, 끓는점, 녹는점, 승화점, 맛, 냄새 등을 기록한다.
- 색
- 끓는점
- 녹는점
- 승화점
- 맛
- 냄새

### 위험성
- 인체 노출 : 단기 접촉, 장기 접촉 등으로 구분하여 기록하고 있고 각각에 대해 섭취, 흡입, 피부 접촉 등과 같은 노출의 유형에 따라 나타내는 증상을 설명한다. 또한 노출되었을 때에 응급 처치 방법을 설명하기도 한다.
- 화재 위험성 : 물질이 발화하였을 때, 소화 방법을 제시한다.
- 누출 : 환경에 누출시 대처 방법을 제시한다.

### 분류 번호
미국, 유럽 연합, 한국, 일본 등에서 통용되는 해당 물질의 분류 번호를 제공한다.

## 필요적 기재사항
산업안전보건법 제41조에서는 분류기준에 해당하는 화학물질 및 화학물질을 함유한 제제로서 유통되는 제품에는 물질안전보건자료(MSDS)가 생성되도록 하고 있다.
물질안전보건자료(MSDS)는 해당 물질을 양도하거나 제공(제조·수입·판매자,도·소매업자등)하는 자로부터 제공 받을수있다.
1. 대상화학물질의 명칭
1의2. 구성성분의 명칭 및 함유량
2. 안전ㆍ보건상의 취급주의 사항
3. 건강 유해성 및 물리적 위험성
4. 그 밖에 고용노동부령으로 정하는 사항

## 유해 및 위험성정보
해당 물질의 유해 및 위험성 정보를 다루는 MSDS에 명시되는 내용에서 특히 CHEM-i(Component, Hazard, Exposure control, Management in emergency + information(i=eye))는 화학물질을 취급∙사용하는 근로자, 관리감독자, 응급대응자가 MSDS 항목 중 반드시 숙지해야 할 정보의 순서를 표준 4단계(C→H→E→M)로 구성한 우선적 필수정보 확인프로세스를 가리킨다.

## 같이 보기
- 안전보건교육
- 위험성평가